# Rabiu Ali
Rabiu Ali (sinh ngày 23 tháng 6 năm 1986) là một tiền vệ bóng đá người Nigeria thi đấu cho Kano Pillars F.C.. Hiện tại anh là đội phó của Kano Pillars F.C. và là một trong những cầu thủ xuất sắc nhất của câu lạc bộ và của Nigerian Professional football league.

## Sự nghiệp quốc tế

### Bàn thắng quốc tế
Tỉ số và kết quả liệt kê bàn thắng của Nigeria trước.
| #  | Ngày                | Địa điểm                                   | Đối thủ         | Tỉ số | Kết quả      | Giải đấu                                     |
| -- | ------------------- | ------------------------------------------ | --------------- | ----- | ------------ | -------------------------------------------- |
| 1. | 15 tháng 1 năm 2014 | Sân vận động Cape Town, Cape Town, Nam Phi | Mozambique      | 2–1   | 4–2          | Giải vô địch bóng đá châu Phi 2014           |
| 2. | 15 tháng 1 năm 2014 | Sân vận động Cape Town, Cape Town, Nam Phi | Mozambique      | 3–2   | 4–2          | Giải vô địch bóng đá châu Phi 2014           |
| 3. | 25 tháng 1 năm 2014 | Sân vận động Cape Town, Cape Town, Nam Phi | Maroc           | 3–2   | 4–3 (s.h.p.) | Giải vô địch bóng đá châu Phi 2014           |
| 4. | 19 tháng 8 năm 2017 | Sân vận động Sani Abacha, Kano, Nigeria    | Bénin           | 1–0   | 2–0          | Vòng loại Giải vô địch bóng đá châu Phi 2018 |
| 5. | 23 tháng 1 năm 2018 | Sân vận động Adrar, Agadir, Maroc          | Guinea Xích Đạo | 3–1   | 3–1          | Giải vô địch bóng đá châu Phi 2018           |

## Danh hiệu
Kano Pillars
Vô địch
- Giải bóng đá ngoại hạng Nigeria (3): 2011–12, 2012–13, 2013–14